# Javorová skála
Javorová skála (německy Ahorn) je s téměř 723 m n. m. nejvyšší vrchol geomorfologického celku Vlašimská pahorkatina, který náleží do geomorfologické podsoustavy Středočeská pahorkatina. Leží na území Přírodního parku Jistebnická vrchovina, v katastrálním území Cunkov.

## Geografická charakteristika

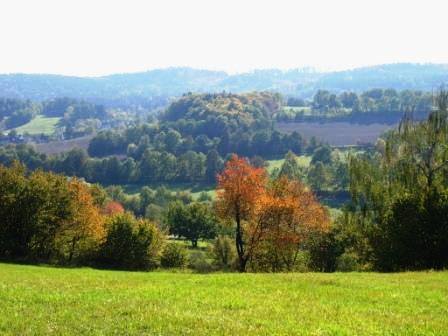
Typická podzimní krajina v okolí Javorové skály

Javorová skála se nachází 6,5 km severně od Jistebnice a 4 km jihozápadně od Sedlec-Prčice; asi 15 km severovýchodně od Milevska a 18 km severozápadně od Tábora. Severně od vrcholu Javorové skály v jeho těsné blízkosti probíhá hranice mezi Jihočeským a Středočeským krajem. Javorová skála svou výškou 723 m převyšuje rozsáhlé okolí a nejbližším vyšším kopcem jsou 25 km vzdálené Batkovy v Křemešnické vrchovině. Javorová skála tak patří k vrcholům jižních Čech s nejvyšší topografickou izolací.
Oblast vrchoviny na rozhraní středních a jižních Čech (na sever a severozápad od Tábora), kde se nalézá i Javorová skála, bývá někdy lidově nazývána Čertova hrbatina. Blízko vrcholu ve výšce 715 m n. m. asi 1 km jihovýchodně od vrcholu Javorové skály mezi Cunkovem a Ounuzem se nalézá žulový skalní útvar Čertovo břemeno, na němž se nachází několik skalních misek, jež zde podle pověsti zanechal jako otisky svých zad a kopyt čert, který nesl kamenné břemeno, a upustil ho na dnešním místě. V oblasti severovýchodního svahu těsně pod vrcholem Javorové skály vystupují na povrch durbachity typu Čertovo břemeno, specifická odrůda syenitu, typově označená podle nedalekého stejnojmenného skalního útvaru.
Okolní obce v roce 2001 vytvořily dvanáctičlenný mikroregion Společenství obcí Čertovo břemeno. Oblast Votické vrchoviny východně od Javorové skály bývá pro své klimatické podmínky nazývána Česká Sibiř. Oblast Sedlecké kotliny, severně od Javorové skály, je nazývána Český Merán.[ve zdroji nenalezeno]

## Stavby na vrcholu a v okolí
Na vrcholu je umístěna retranslační věž (vysílač). Ve vzdálenosti 200 m jižně od vrcholu se nachází kemp Javorová skála. Směrem na východ 500 m od vrcholu se v nadmořské výšce 696 m nachází horní stanice 1078 m dlouhé lanové dráhy lyžařského areálu Moninec z roku 2008. Sem byla v roce 2009 ze Sněžky přemístěna 150 let stará roubenka, v níž do roku 2008 sídlila poštovna České pošty Sněžka.

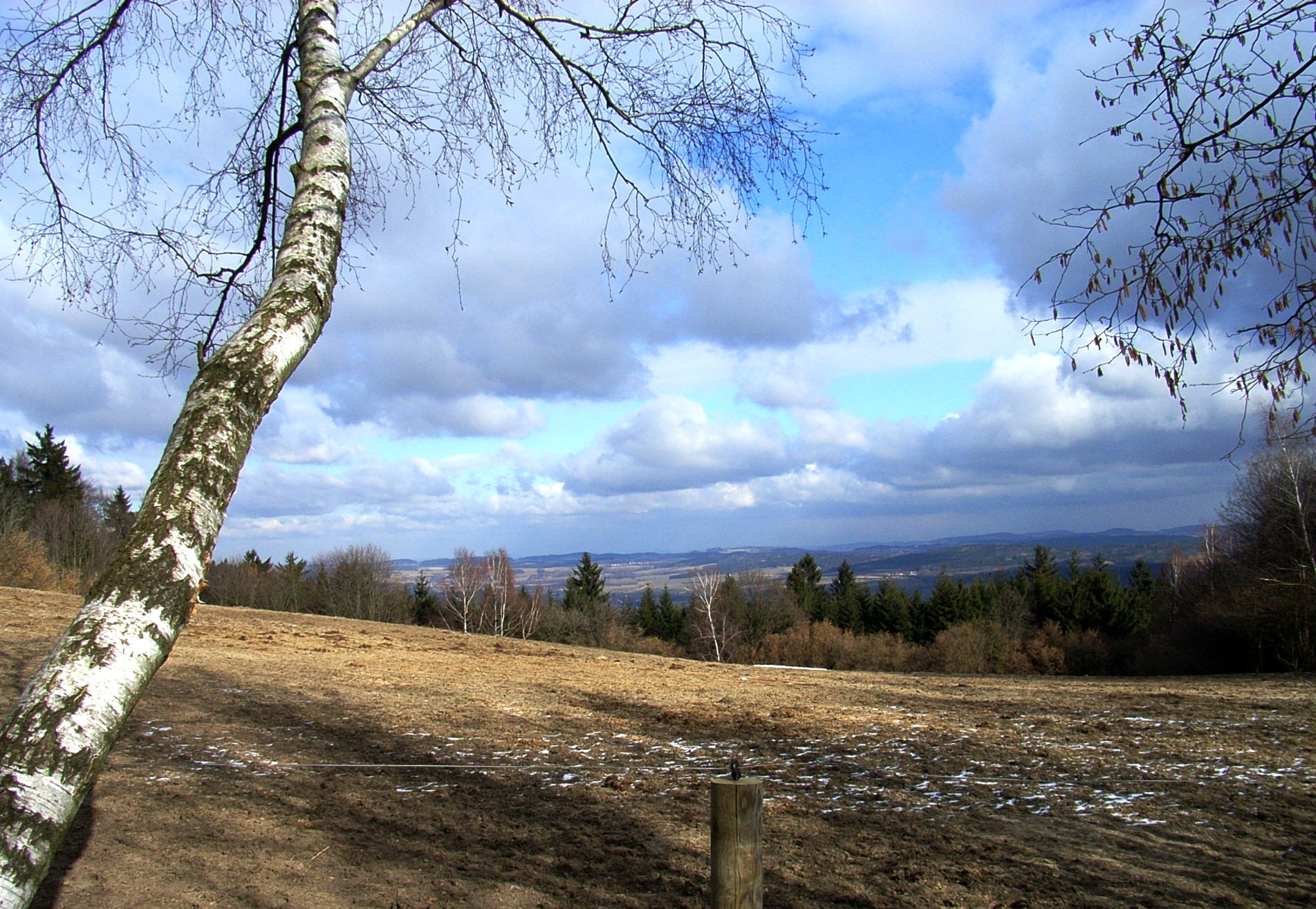
Pohled severovýchodně z cesty z Ounuzu na vrchol Javorové skály
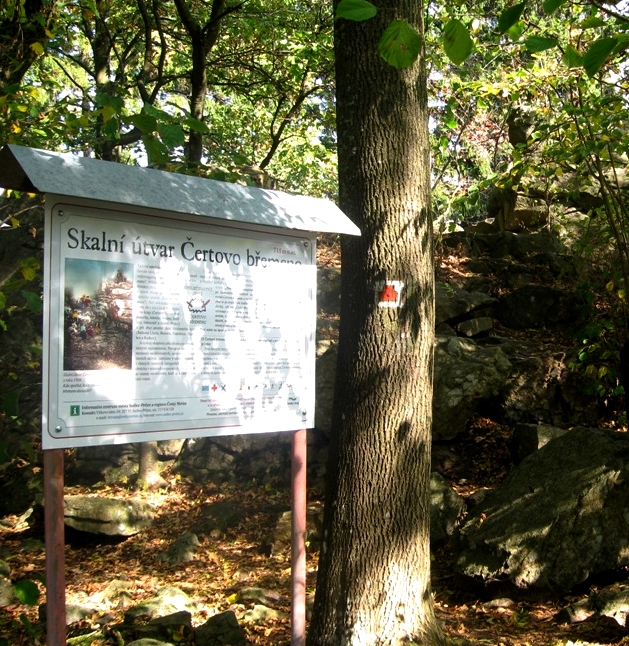
Informační tabule u Čertova břemene
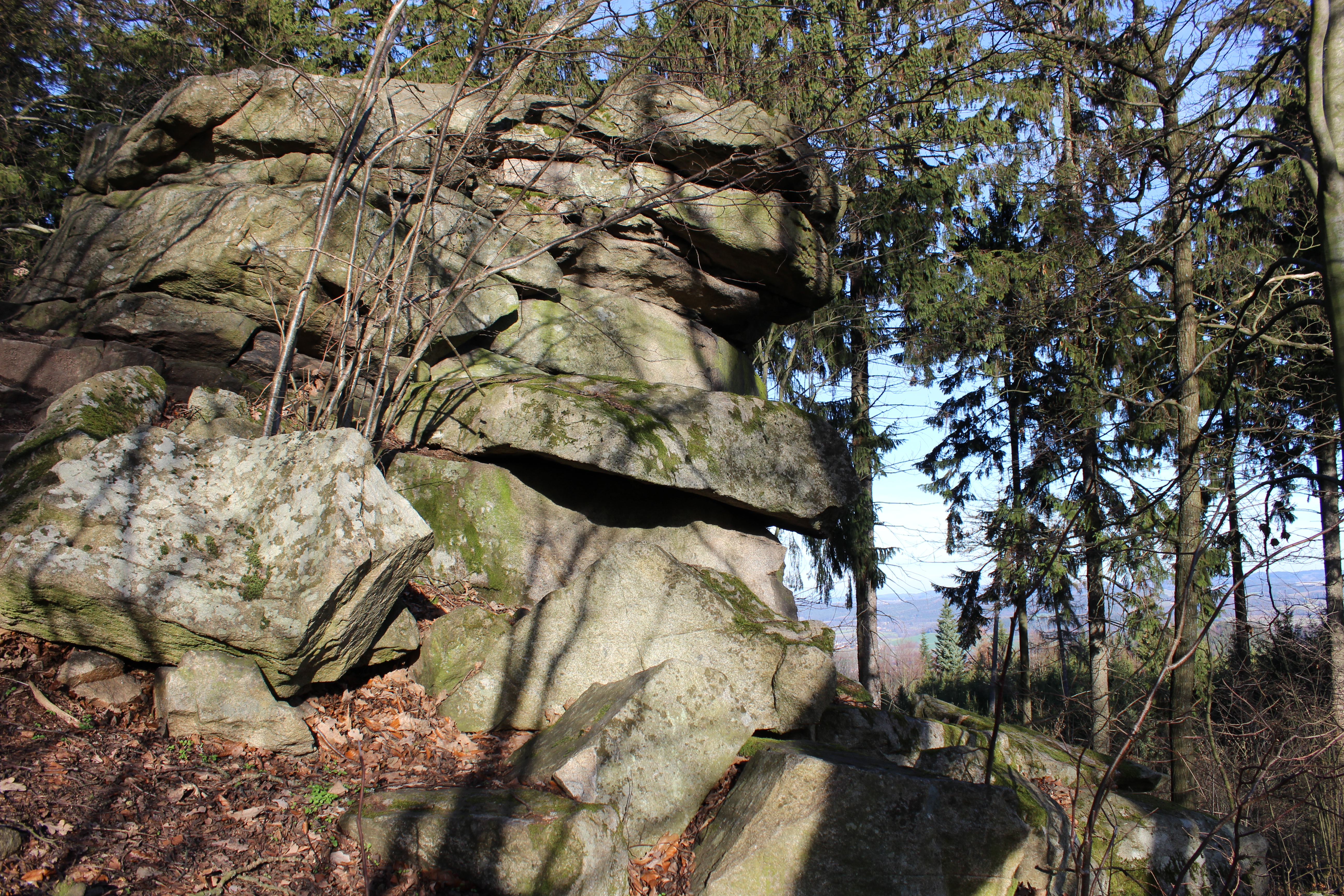
Skalní útvar Čertovo břemeno, 1 km od Javorové skály